# Konzervator tehničar
Restaurator tehničar je specijalist obučen za provođenje osnovnih postupaka konzervacije predmeta kulturne baštine,kod nas isti najčešće rade u muzejima ili arhivima,te u Hrvatskom restauratorskom zavodu.
Treba naglasiti da se u hrvatskim muzejima za ovo zanimanje još uvijek koristi zastarjeli i neprimjereni naziv preparator,dok Hrvatski restauratorski zavod koristi   nazive restaurator tehničar i konzervator tehničar. Najkorektniji bi   vjerojatno bio naziv konzervatorsko restauratorski tehničar.
U principu rade pod nadzorom konzervatora restauratora,te imaju srednju stručnu spremu. U muzejima gdje nema   zaposlenih konzervatora restauratora rade pod nadzorom voditelja zbirke ( barem bi trebali - u dosta naših muzeja ovo nije slučaj,osim toga voditelji zbirki u pravilu nisu kvalificirani za kompetentan nadzor niti prosudbu o potrebi ili kvaliteti konzervatorsko restauratorskih zahvata na predmetima!).Oko 50%  osoba koje u hrvatskim muzejima rade na konzervaciji restauraciji ima samo srednju stručnu spremu ,te ih se može smatrati konzervatorima tehničarima,odnosno nose muzejsko zvanje preparatora ili višeg preparatora
U Hrvatskom restauratorskom zavodu ovaj   je omjer vjerojatno nešto povoljniji,tamo osobe sa srednjom stručnom spremom mogu steći   i zvanje restauratora majstora ( koje se u muzejima ne može steći! ).Dio   osoba koje samostalno obavljaju poslove konzerviranja restauriranja također ima samo srednju stručnu spremu.Popis zvanja na stranici ministarstva kulture spominje i zanimanje suradnik restauratora tehničara ,odnosno suradnik višeg restauratora tehničara.
Treba istaknuti da   po propisima koje   je prihvatila većina zemalja Europske unije za samostalan rad na objektima kulturne baštine zahtijeva se zvanje magistra umjetnosti,odnosno petogodišnji studij konzerviranja restauriranja (razina 7 Europskog kvalifikacijskog okvira).
Usprkos tome kod nas se restauratore tehničare odnosno preparatore smatra dovoljno kompetentnim da samostalno obavljaju konzervatorsko restauratorske zahvate ( ovaj stav kod nas podupire i ministarstvo kulture ).

### Znanja i vještine kojima restaurator tehničar mora vladati
| Znanja                                              | Vještine                           |
| --------------------------------------------------- | ---------------------------------- |
| Upravljanje zbirkama                                | Tehnike komuniciranja              |
| Procjena konzervatorskog zahvata                    | Kozmetičke reintegracijske tehnike |
| Konzervacija - povijest, etika, filozofija, ciljevi | Upravljanje bazama podataka        |
| Konzervatorska istraživanja                         | Tehnike dokumentiranja             |
| Konzervatorska terminologija                        | Tehnike podučavanja                |
| Prikupljanje podataka                               | Vladanje u izvanrednim situacijama |
| Procesi propadanja predmeta                         | Tehnike grafičkog predočavanja     |
| Dokumentacija                                       | Tehnike rukovanja predmetima       |
| Spremnost na izvanredne situacije                   | Zaštita na radu                    |
| Okolišni uvjeti povoljni za očuvanje predmeta       | Tehnike održavanja objekta         |
| Pregled stanja predmeta                             | Tehnike izlaganja                  |
| Izlaganje predmeta                                  | Instrumentalne tehnike             |
| Zaštita na radu                                     | Laboratorijske tehnike             |
| Održavanje objekta                                  | Tehnike spajanja                   |
| Održavanje laboratorija i ateljea                   | Priprema predmeta za izlaganje     |
| Upravljanje                                         | Organizacija                       |
| Osobine materijala/Konzervatorska kemija            | Tehnike fotografiranja             |
| Kontrola štetnika                                   | Tehnike stabiliziranja             |
| Preventivna zaštita                                 | Tehnike površinskog čišćenja       |
| Zahvat                                              | Technički pregled predmeta         |
|                                                     | Tehnike izvođenja zahvata          |

- vidljivo je da su znanja i vještine jednaki   onima koje mora imati i konzervator restaurator!

## Edukacija
Kod nas specifične edukacije za   ovo zvanje ne postoji,no istog   nema niti u SAD ili Velikoj Britaniji.
Jedina edukacija je kod nas u tom slučaju ona putem pripravništva, te stručnog ispita.U zemljama Europske unije u nekim slučajevima   za ovo se zvanje zahtijeva zvanje   prvostupnika .

## Strukovne udruge
U Hrvatskoj su restauratori tehničari odnosno preparatori članovi svih kod nas aktivnih konzervatorsko restauratorskih udruga.

## Mogućnosti stručnog usavršavanja i doškolovanja
Organiziranog sustavnog stručnog usavršavanja   u muzejima zasada nema i to usprkos neporecive potrebe za istim.
Hrvatski restauratorski zavod ima sustav   stručnog usavršavanja svojih djelatnika ,svake se godine organiziraju razni seminari i radionice koje mogu pohađati i konzervatori tehničari(odnosno restauratori tehničari).
Zanimljivo je i da se ovom problematikom ne bavi niti jedna od četiri hrvatske   konzervatorsko restauratorske udruge ali i niti jedan od 3 domaća studija koji obrazuju konzervatore restauratore ( modularni online sustav doškolovanja kao jedna od mogućnosti).

## Broj konzervatora tehničara i preparatora,zaposlenih u Hrvatskom restauratorskom zavodu,Nacionalnoj i sveučilišnoj knjižnici,Hrvatskom državnom arhivu,muzejima ili samostalno
U Hrvatskom restauratorskom zavodu radi oko 49 restauratora tehničara, u muzejima ih je pak zaposleno oko 59,no tamo se za iste tvrdoglavo koristi izrazito zastarjeli naziv preparator(stanje prosinac 2016.!). Određen broj ljudi radi i u Nacionalnoj i sveučilišnoj knjižnici( oko 8 osoba ),te Hrvatskom državnom arhivu( nema javno dostupnih i transparentnih podataka ,oko 14 ili manje ). Broj istih kod onih koji rade samostalno nije naveden (no zna se da dio spomenutih čine osobe sa srednjom stručnom spremom, samostalno ove poslove kod nas sukladno jednom od popisa na web stranici ministarstva kulture obavlja oko 217 osoba,no spomenuti popis ministarstva kulture ne navodi niti školsku spremu niti zvanja istih!).

## Zakonski propisi koji reguliraju rad i napredovanje preparatora odnosno restauratora tehničara,stanje zaštite   prava
Ako izuzmemo opće zakonske akte rad konzervatorsko-restauratorske službe u Hrvatskoj danas prije svega određuju sljedeći propisi 
Za restauratore i restauratore tehničare koji rade u Hrvatskom restauratorskom zavodu,Hrvatskom državnom arhivu,Nacionalnoj i sveučilišnoj knjižnici,te samostalno,odnosno za restauratore i preparatore koji rade u muzejima:
- Pravinik o stručnim zvanjima za obavljanje poslova na zaštiti i očuvnaju kulturnih dobara te uvjetima i načinu njihova stjecanja (NN 104/19)

- Pravilnik o uvjetima za dobivanje dopuštenja za obavljanje poslova na zaštiti i očuvanju kulturnih dobara (NN 98/18)

## Strana literatura
- Watkinson, D. E. 1993.  Conservators and conservation technicians: Definitions and differences.  In ICOM Committee for Conservation, 10th Triennial Meeting, Washington, DC: Preprints, ed. J. Bridgland. Vol. 2.  Paris: International Council of Museums.  750-755.

- Stan Lester, The Conservation Technician Qualification: an employer-led development ,Research in Post-Compulsory Education,vol 14 no 1, pp 43-55(2009)(online)

## Unutarnje poveznice
- Konzervacija-restauracija
- Konzervatorsko restauratorske organizacije
- školovanje konzervatora restauratora
- teorija konzerviranja restauriranja
- metodika konzerviranja restauriranja
- Konzervator restaurator

## Vanjske poveznice
- Hrvatsko muzejsko društvo -sekcija restauratora i preparatora
- Međunarodni institut za restauriranje povijesnih i umjetničkih djela IIC – Hrvatska grupa  Arhivirana inačica izvorne stranice od 30. kolovoza 2012. (Wayback Machine)
- Hrvatsko restauratorsko društvo